# Будинок Полуботка

Палац Полуботка на абрисі 1706 р.

План-схема будинку Полуботка

Будинок Полуботка — пам’ятка цивільної архітектури XVII–XVIII ст. у Чернігові, що належала роду Полуботків. Збудований очевидно наприкінці XVII ст. Леонтієм Полуботком, батьком гетьмана Павла Полуботка.
Питання про чернігівські будинки Полуботка виникало давно. Зберігся докладний опис маєтків Полуботка, зокрема в Чернігові: «…двір його за річкою Стрижнем, де він сам жив і діти його в нім; будовані палати кам’яні», і далі: «Кам’яна будова Полуботка в Чернігівському замку». У відомій роботі О. Шафонського «Черниговскаго намѣстничества топографическое описаніе» також сказано, що «окрім будинку за Стрижнем є ще і будинок кам’яний, де міський магістрат поміщений у фортеці. Він належав також чернігівському полковникові Полуботку і… після пожежі 1750 р., куплений колишнім чернігівським магістратом, в якому він і знаходиться».
В Чернігові двір полковника знаходився за рікою Стрижень, на території нинішнього військового госпіталю. Зберігся, щоправда у перебудованому вигляді, палац Полуботка — нині це центральний корпус госпіталю. Його зовнішній вигляд, як і план всього маєтку, відображено на Абрисі Чернігова 1706 р. У 1724 р. то була велика одноповерхова кам’яниця на 5 залів-палат з високим горищем і глибоким підвалами. Це був яскравий зразок української цивільної архітектури того часу. В залах палацу стояли довгі столи, лави і стільці, а стіни були завішані килимами. Очевидно палац призначався для адміністративних справ, військових нарад та прийому гостей. Тут Полуботок зустрічав Мазепу і свого майбутнього ката Петра І.
Житловий будинок полковника стояв у дворі й налічував 6 кімнат — 3 великі (горниці, або світлиці), спальню, 2 кімнати для відпочинку, а також домашню каплицю. Приміщення з’єднувалися між собою сіньми-коридорами. Будинок мав 2 ґанки, а на другому поверсі — літні покої. Поряд стояв дім на 5 кімнат, який належав синові полковника, Андрієві. Зали й кімнати палацу та житлових споруд прикрашалися значною кількістю ікон, портретами самого полковника, його дружини, батька, синів, імператора та імператриці. На стінах висіла килими, дзеркала, а  також китайська шовкова картина.
Проте на основі опису цього будинку, складеного в 1724 р., неможливо скласти уявлення про архітектуру будівлі. Питання про цей рідкісний пам’ятник ускладнювалося тією обставиною, що в першій третині XIX ст. він був перебудований під семінарію і таким чином став недоступним для вивчення. Про цей будинок поступово забули і в працях по історії української архітектури він ніде не згадувався. В результаті зробленого в 1959 р. М. Цапенком, П. Мусієнком та С. Таранушенком дослідження встановлено, що у складі великого і складного комплексу колишньої семінарії знаходиться не один, а навіть два старі корпуси, датованих рубежем XVII–XVIII ст. Обидва вони надбудовані. План один з корпусів близький до квадрата. По центру цієї будівлі йде широкий коридор, а по сторонах від нього розташовується по три кімнати з кожного боку. У одній з них збереглося древнє склепінчасте перекриття. Під будівлею влаштовано підвал.
Категорично стверджувати, що ця будівля і є будинок Полуботка, важко, хоча таке припущення цілком можливе. Непрямим підтвердженням може бути план Чернігівської семінарії 1853 р., на якому показаний «кам’яний, двоповерховий корпус з льохами, в якому класичні кімнати в обох поверхах розташовуються». План будинку в принципі схожий на планування кам’яниць XVII ст. Його планування є трохи ускладненим, ніби здвоєним варіантом камерної побудови. Ця будівля, найстаріша в комплексі семінарії, можливо, і є будинком Полуботка. З описів будинку Полуботка за Стрижнем не ясно, чи був він двоповерховим. Зате в описі ясно сказано, що другий будинок Полуботка в Чернігівському замку був двоповерховим: «вгорі дві палати, внизу чотири палати». Все ж по характеру залишків будинку за Стрижнем, цілком можна припустити, що він також був двоповерховим.